# Guy Edouard Roberty
Guy Edouard Roberty (francès: Guy Roberty)  (Marsella, 17 d'agost de 1907 - Sant Farciau, 1971) va ser un botànic i explorador francès. Va realitzar extenses recol·leccions de flora a l'Àfrica tropical occidental, aconseguint identificar i classificar més de 500 espècies noves.
Alumne de Bénédict Pierre Georges Hochreutiner (1873-1959) a la Universitat de Ginebra, obtenint el doctorat en ciències naturals l'any 1940, amb « Contribution à l'étude phytogéographique de l'Afrique-Occidentale française».

## Algunes publicacions
- 1940. Espacement des épillets chez deux Éleusinées en Basse Costa de Marfil. Notes africaines
- 1946. Les associations végétales de la vallée moyenne du Niger. Geobotanischen, Zürich
- 1954. Petite Flore de l'Ouest africain, préface de Raoul Combes. Larose, Paris
- 1960. Monographie systématique des andropogonées du globe. Boissiera, vol. 9
- 1964. Carte de la végétation de l'Afrique tropicale occidentale à l'échelle de 1/1 000 000, et documents annexes en 3 vol. Office de la recherche scientifique et technique outre-mer, Paris